# Neurosi de combat
La neurosi de combat o neurosi de batalla (i menys específicament com a neurosi de guerra o neurosi militar) és un terme encunyat (en anglès com a shell shock) a la Primera Guerra Mundial pel psicòleg britànic Charles Samuel Myers per descriure el tipus de trastorn per estrès posttraumàtic (TEPT) amb què molts soldats van patir durant la guerra (abans que es denominés TEPT). És una reacció a la intensitat del bombardeig i els combats que produeixen una impotència que apareix de manera diversa com pànic i por, fugida o incapacitat per raonar, dormir, caminar o parlar.
Durant la Guerra, el concepte de neurosi de combat estava mal definit. Els casos de "neurosi de combat" es podrien interpretar com una lesió física o psicològica, o simplement com una manca de fibra moral. El Departament d'Afers de Veterans dels Estats Units encara utilitza el terme "shell shock" per descriure certes formes del TEPT, però sobretot ha entrat a la memòria i sovint s'identifica com una lesió de la guerra.
A la Segona Guerra Mundial i després, el diagnòstic de "neurosi de combat" va ser substituït pel de reacció a l'estrès de combat, una resposta similar però no idèntica al trauma de la guerra i el bombardeig.